# Рамне (община Македонський Брод)
Рамне (мак. Рамне) — село у Північній Македонії, входить до складу общини Македонський Брод Південно-Західного регіону.
Населення — 31 особа (перепис 2002), за етнічним складом — усі македонці.

## Галерея

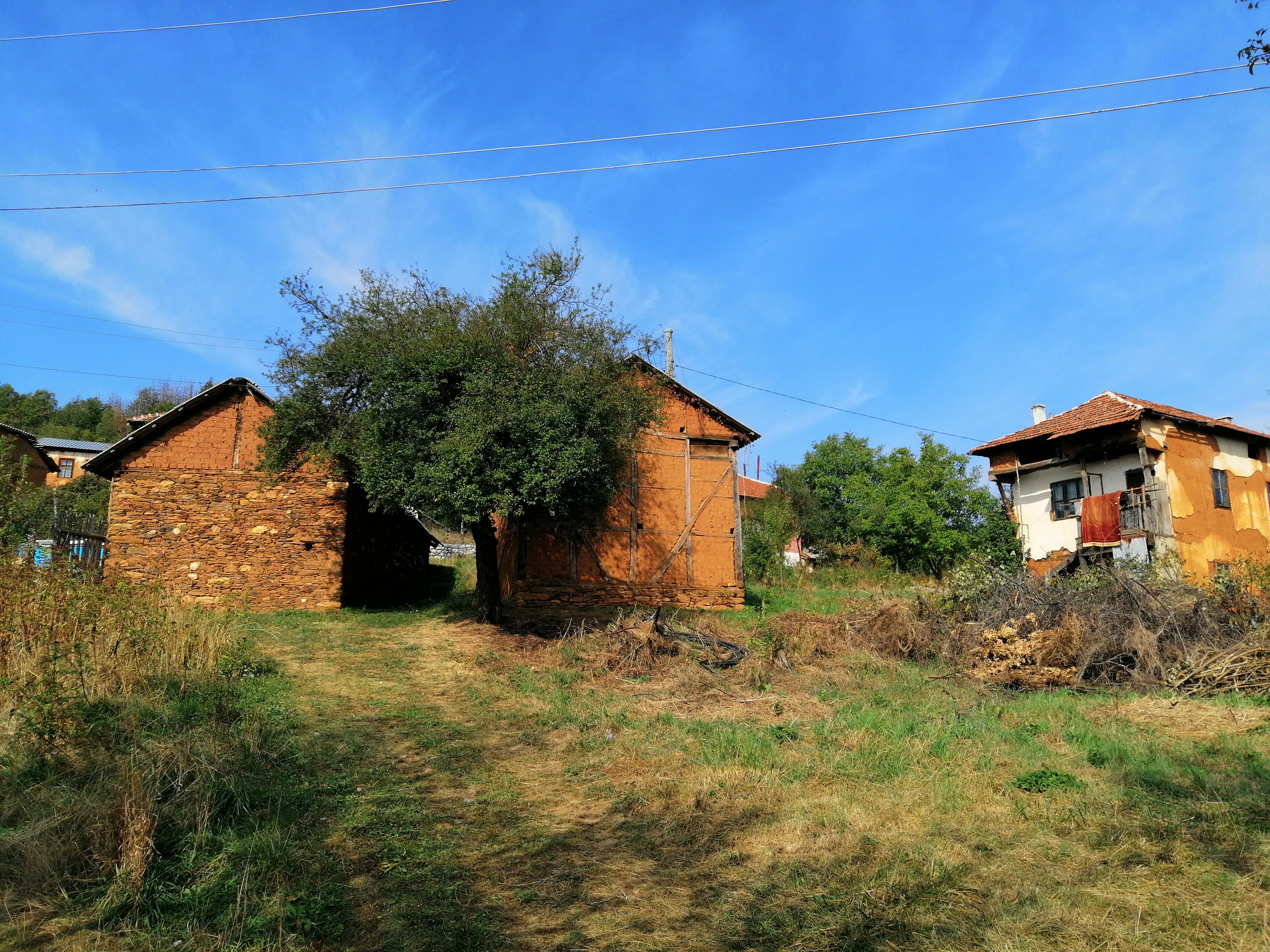
Будинки в селі
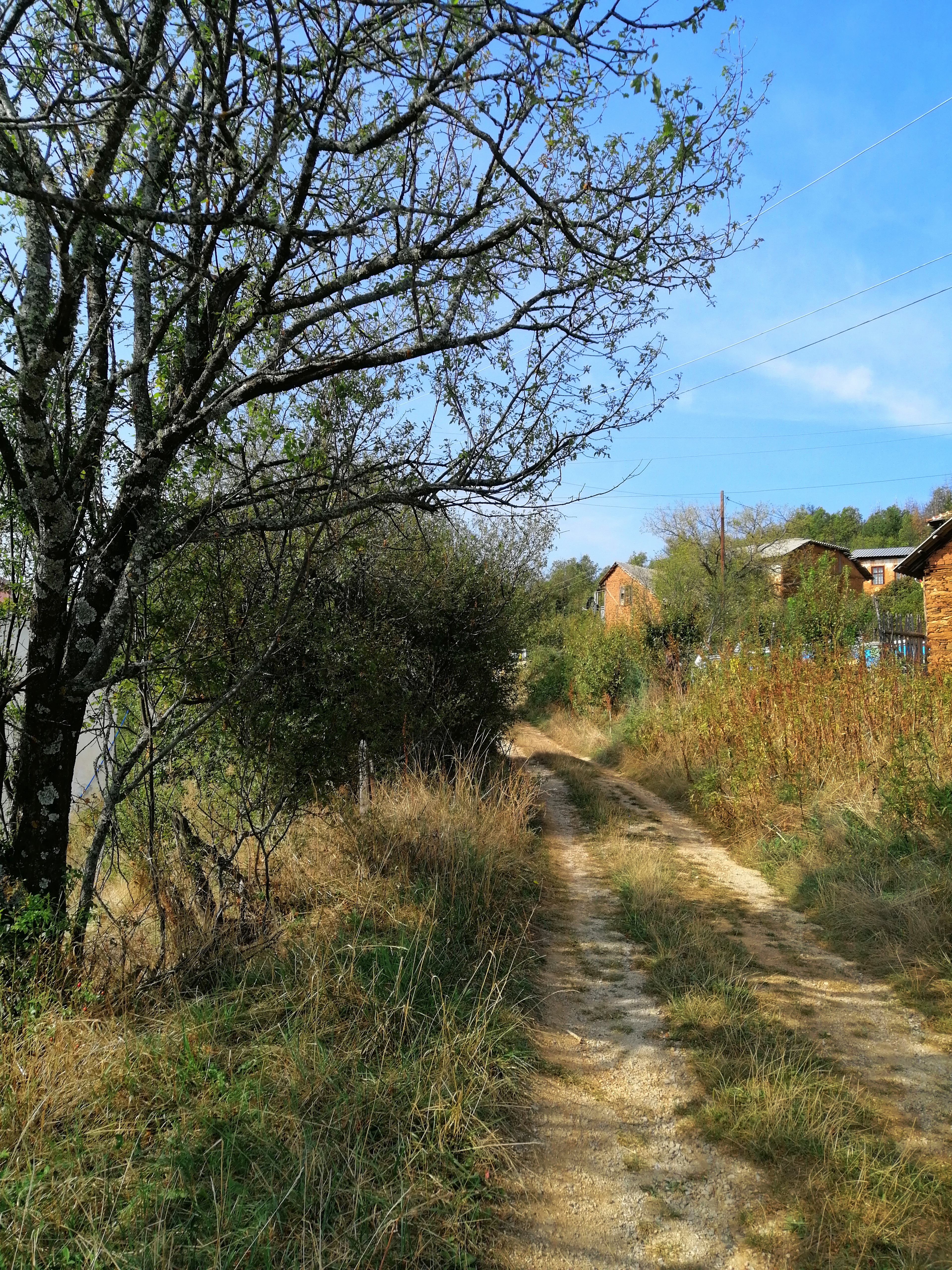
Сільська вулиця
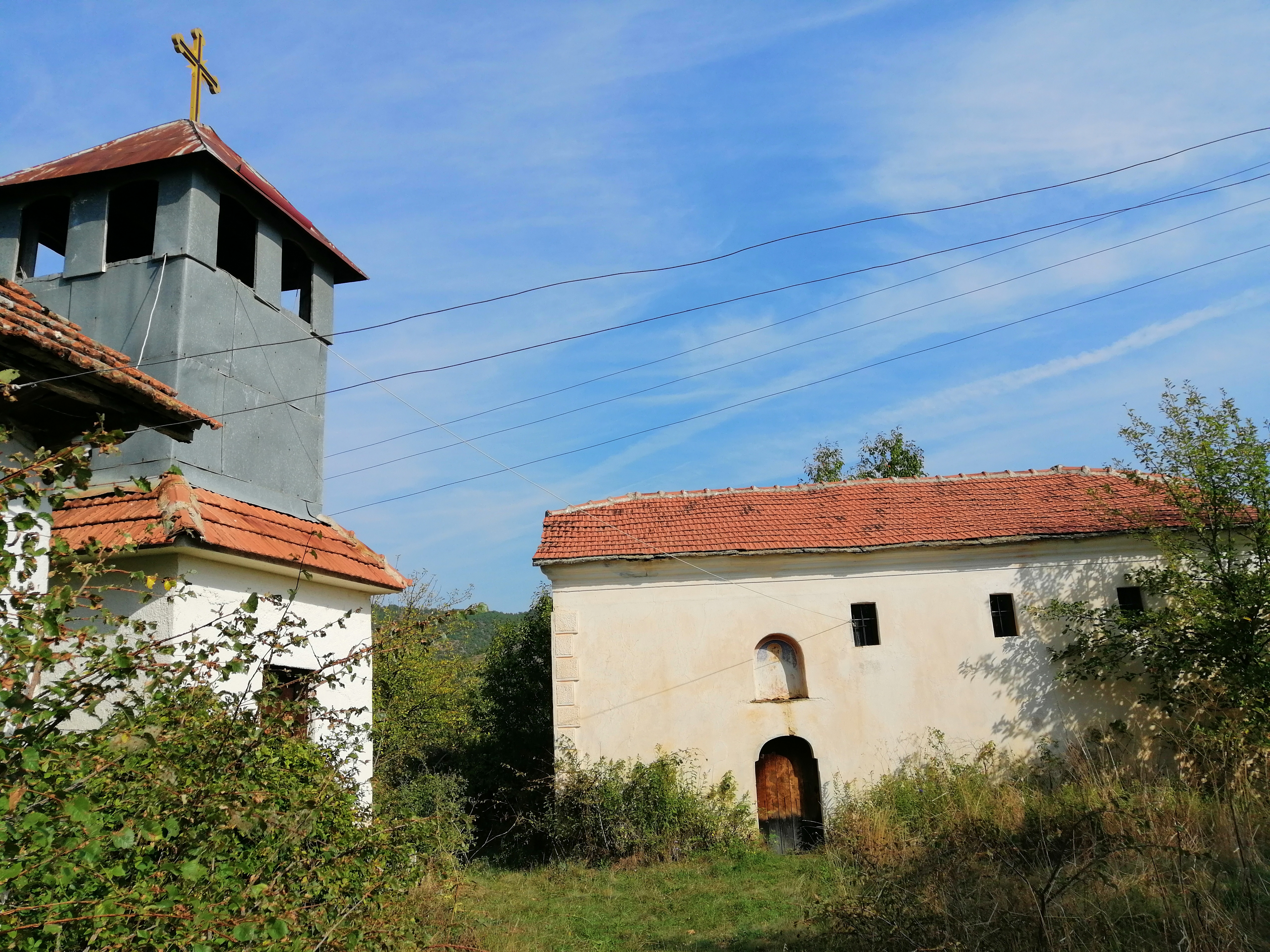
Церква святої Параскеви Сербської